# Epiphaniaskirche (Frankfurt am Main)
Die Epiphaniaskirche ist das Kirchengebäude der evangelischen Petersgemeinde in Frankfurt am Main. Sie entstand aus einer Kirchenruine in den Jahren 1954 bis 1956 nach Plänen des Architekten Karl Wimmenauer.

## Lage
Die Kirche befindet sich im nordwestlichen Teil des Stadtteils Nordend, dem Holzhausenviertel, einem Wohngebiet der Gründerzeit. Das Grundstück ist umgeben von der Holzhausenstraße im Süden, dem Oeder Weg im Westen und der Eckenheimer Landstraße im Osten. Vom zentralen Platz des Viertels, dem Frauensteinplatz, besteht über die Falkensteiner Straße eine städtebaulich angelegte Blickbeziehung zur Kirche.

## Vorgeschichte
Mit der Entwicklung des Wohnquartiers Anfang des 20. Jahrhunderts errichtete der „Kirchliche Hilfsverein“ 1903 die Immanuelkirche nach Plänen des Architekten Aage von Kauffmann im Stil der Neugotik. Sie wurde im Zweiten Weltkrieg bei den Luftangriffen auf Frankfurt am Main so stark zerstört, dass nur noch der Glockenturm und die Umfassungsmauern erhalten waren. Die Ruine wurde an die Evangelische Kirche in Hessen und Nassau abgegeben.

## Architektur

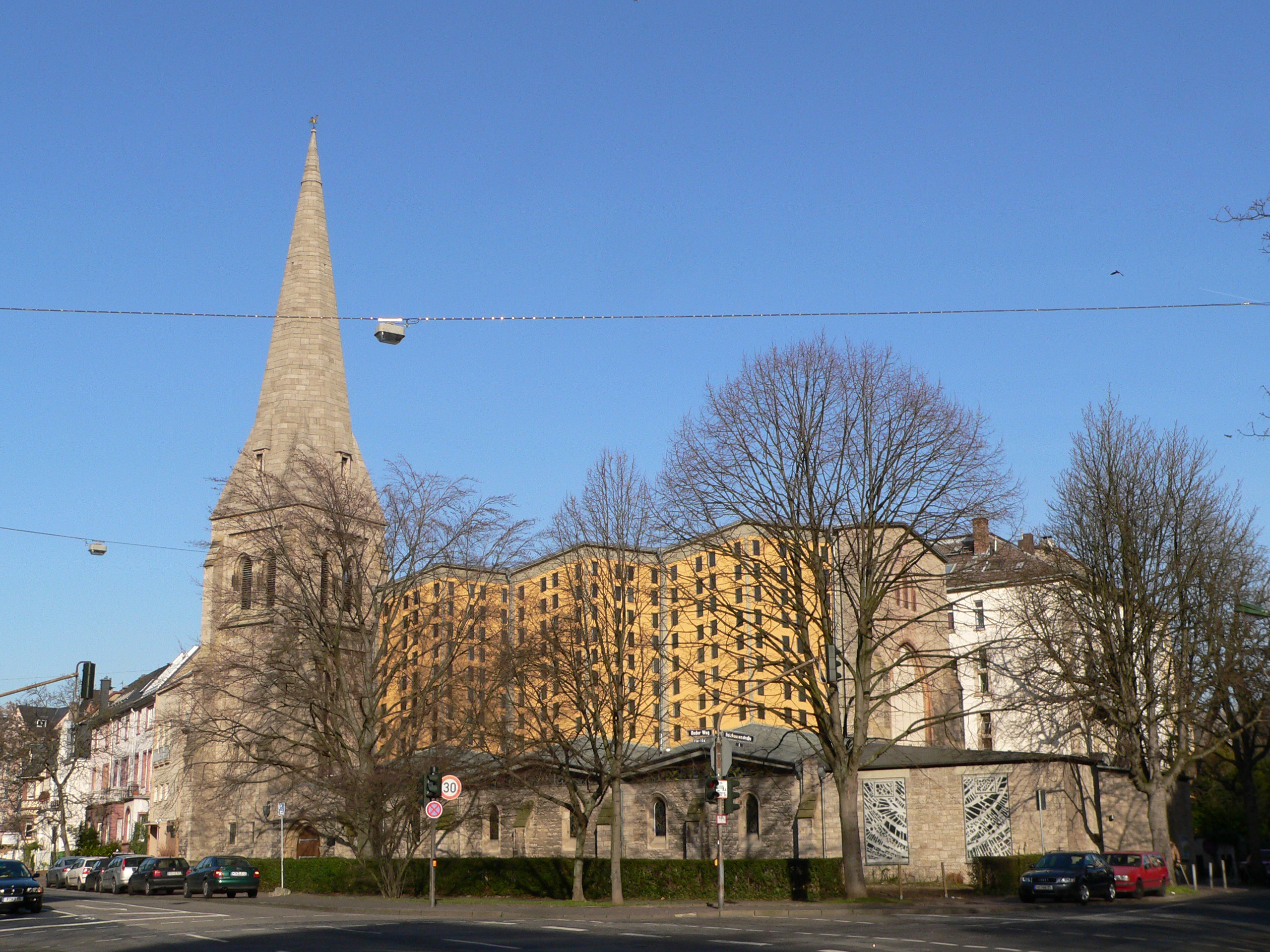
Blick von Westen

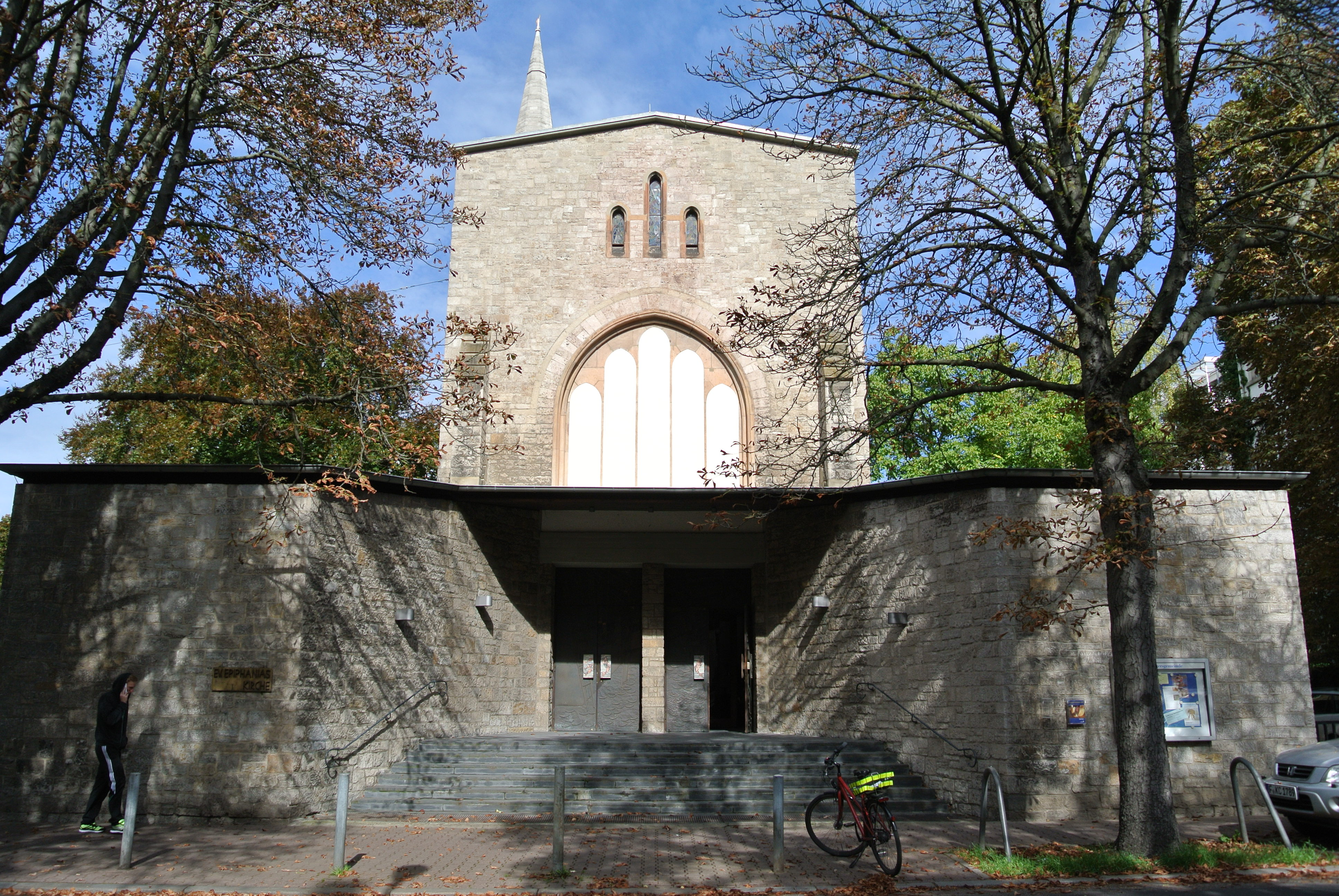
Kirche von Süden

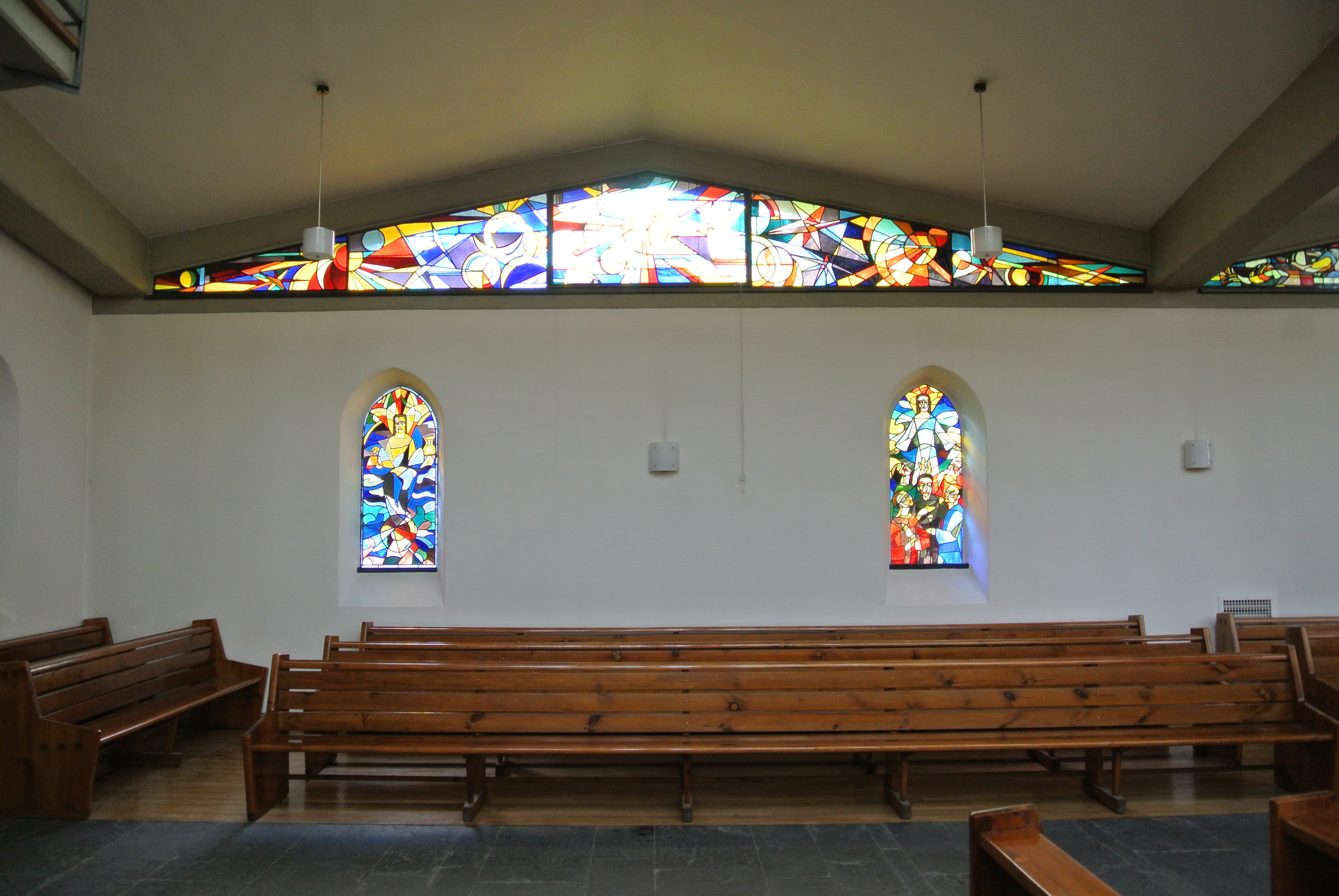
Seitenschiff

Anfang der 1950er Jahre wurde der Architekt Karl Wimmenauer mit der Planung einer Kirche an gleicher Stelle beauftragt. Der Entwurf sah einen Neubau vor, der die überkommene Kriegsruine einbezog. Standort und äußere Abmessungen der Vorgängerkirche wurden für den Neubau übernommen. Der Architekt versuchte damit nach eigener Aussage, eine „Harmonie des Gegensätzlichen“ zu erzielen. Am 3. Oktober 1954 wurde der Grundstein gelegt, am 11. März 1956 die Kirche, die nun Epiphaniaskirchehieß, ihrer Bestimmung übergeben. Das Kirchengebäude ist heute ein Kulturdenkmal aufgrund des Hessischen Denkmalschutzgesetzes. Zuletzt 2003 wurde die Kirche grundlegend renoviert.
Das Gebäude ist etwa 30 m lang, 18 m breit und 15 m hoch. Auch der innere Grundriss entspricht der dreischiffigen Basilika von einst. Die unzerstörten Gebäudeteile wurden integriert. Die alten Außenmauern bilden den Raumabschluss bis zu einer Höhe von etwa fünf Metern. Der erhaltene historische Triumphbogen der Vorgängerkirche wurde freigestellt. Er überspannt den Altar und weist deutliche Spuren der Zerstörung auf. Er ist eine bewusste Erinnerung an die Zerstörung der Immanuelkirche. Auch der historische Turm wurde renoviert.
Der Neubau betont das Mittelschiff, das aus dem Altbau eingefügt wurde. Es lastet auf acht Stahlbetonstützen, die durch giebelartige Unterzüge miteinander verbunden sind. Stege zu den alten Mauern tragen beidseits die Dächer der Seitenschiffe. Sie sind im Vergleich zum Mittelschiff deutlich niedriger. Oberhalb der Unterzüge sind die Abstände zwischen den Stützen durch Betonwände geschlossen und von vertikalen, parallelogrammartig ausgebildeten Fensteröffnungen durchbrochen, sodass der Raum viel Licht erhält. Die Decke des Mittelschiffs besteht aus sternförmigen Unterzügen. Die Dächer sind flach geneigt und leicht gefaltet.
Das äußere Erscheinungsbild der Kirche ist gekennzeichnet durch das historische Mauerwerk aus Muschelkalk und das neue, hellgelbe Mittelschiff mit seinen ornamentartigen Fenstern. Zu den Veränderungen im Rahmen des Wiederaufbaus zählt ein repräsentatives Eingangsbauwerk mit breiter Treppe im Süden, das sich hinsichtlich des verwendeten Materials wiederum auf den Altbau bezieht. 1963 wurden die nördlich der Kirche gelegenen Gemeinderäume eingeweiht. Ein zunächst als Gemeinderaum genutzter Bereich östlich des Kirchenportals wurde nun als Kapelle umgestaltet. Im Norden der Kirche befindet sich auch der Turm.
Der helle Innenraum wird vom hohen Mittelschiff geprägt. Die historischen Mauern wurden im Innern verputzt und weiß gestrichen. Die konstruktiven Betonelemente des Neubaus zeigen die Struktur der Schalbretter und sind mit einer hellgrauen Lasur versehen. Der Boden ist im Bereich der Bänke aus Holz, im Eingang und am Altar besteht er aus graublauen Schieferplatten.

## Ausstattung
Im Chor befinden sich ein kupfernes Kreuz und eine Bergkristallkugel der Künstlerin Gertrud Heim. Die Taufschale und der kupferne Leuchter wurden von dem Goldschmied Friedrich Gebhart geschaffen. Die nördliche Giebelwand des Chorraums schließt ein Buntglasfenster. Es wurde, wie die der Seitenschiffe, von Ilselore Bezzenberger entworfen und von den Glaskunstwerkstätten Einhorn in Boppard hergestellt.
Auf der Empore befindet sich eine Orgel der Firma Förster & Nicolaus Orgelbau.
Die drei Glocken im Turm wurden vom Bochumer Verein gegossen und klingen in den Tönen f’, as’ und b’.
Die Fenster der Tageskapelle wurden von Hans Heinrich Adam gestaltet. Von ihm stammen auch die kupfernen Eingangstüren, deren Griffe mit Fischen verziert sind. Die Repliken der vier Evangelisten von Tilman Riemenschneider im rechten Seitenschiff sind eine Stiftung aus dem Jahr 1983.

## Gemeinde
In der Epiphaniaskirche finden die Gottesdienste der Petersgemeinde statt. Das Gemeindegebiet umfasst das westliche Nordend und die nördliche Innenstadt. Das Gemeindebüro befindet sich in der Fürstenbergerstraße.